# Proteopharmacis mixta
Proteopharmacis mixta là một loài bướm đêm trong họ Geometridae.